# Hronovce
Hronovce – wieś (obec) na Słowacji położona w kraju nitrzańskim, w powiecie Levice. Pierwsze wzmianki o miejscowości pochodzą z roku 1256. 
Według danych z dnia 31 grudnia 2012, wieś zamieszkiwały 1454 osoby, w tym 723 kobiety i 731 mężczyzn.
W 2001 roku rozkład populacji względem narodowości i przynależności etnicznej wyglądał następująco:
- Słowacy – 44,97%
- Czesi – 0,48%
- Polacy – 0,07%
- Romowie – 5,78%
- Węgrzy – 48,03%

Ze względu na wyznawaną religię struktura mieszkańców kształtowała się w 2001 roku następująco:
- Katolicy rzymscy – 61,9%
- Grekokatolicy – 0,2%
- Ewangelicy – 14,15%
- Ateiści – 12,04%
- Przedstawiciele innych wyznań – 0,2%
- Nie podano – 5,17%